# Power (Ice-T)
Power è il secondo album del rapper statunitense Ice-T. Pubblicato il 13 settembre 1988, è distribuito dalla Sire Records e dalla Warner Bros. Records. La copertina dell'album mostra Ice-T al fianco della propria ragazza, Darlene Ortiz, che secondo il Chicago Tribune «perpetua gli stereotipi» mentre secondo Chicago Sun-Times e The Sydney Morning Herald starebbe «glorificando la violenza».
Il Los Angeles Daily News fa presente che i testi dell'album sono incentrati su vari temi dal sesso alla violenza delle armi, e che Ice-T «implica tutti, dai programmatori radio alla polizia, nell'essere complici nel declino della civiltà occidentale.» Power contiene testi che danno vita alla faida tra Ice-T e il rapper LL Cool J. Il critico musicale Stephen Thomas Erlewine di AllMusic dice che al momento della sua pubblicazione, Power riceve «recensioni forti» e continua a ricevere recensioni retrospettive positive da guide musicali quali Allmusic, The Rolling Stone Album Guide e Spin Alternative Record Guide.

## Recensioni
| Recensione                        | Giudizio |
| --------------------------------- | -------- |
| AllMusic                          | [ 4 ]    |
| Robert Christgau                  | B+       |
| RapReviews.com                    | [ 6 ]    |
| The New Rolling Stone Album Guide | [ 7 ]    |
| Spin Alternative Record Guide     | 8/10     |

Alex Henderson di Allmusic gli assegna quattro stelle e mezzo su cinque. Henderson recensisce molto positivamente l'album scrivendo: «come previsto in Rhyme Pays, Ice-T si ferma un po' ed evita di essere sistematicamente sociopolitico. Ma con il notevole Power [...] Ice-T non esita a parlare di cosa pensa sulle dure realtà della sua vita cittadina. Negli anni successivi, il gangsta rap sarebbe degenerato in nient'altro che sfruttamento economico e cliché vuoti, ma tra le mani di Ice-T era stato tanto istruttivo quanto accattivante.»
Il critico specializzato Robert Christgau recensisce Power con una "B+": «[...] Ice-T ottiene il suo suono distintivo - liscio, tagliato, veloce. E quando attacca il suo soggetto, il suo stile narrativo è tanto coinvolgente quanto sottile, come i campioni di [Afrika] Islam.»

## Tracce
1. Intro – 1:11
2. Power – 4:25
3. Drama – 4:15
4. Heartbeat – 4:08
5. The Syndicate (featuring Microphone King Donald D, DJ Hen G) – 3:32
6. Radio Suckers – 4:24
7. I'm Your Pusher (featuring Pimpin' Rex) – 5:35 (testo: Curtis Mayfield)
8. Personal – 3:43
9. Girls L.G.B.N.A.F. – 3:00
10. High Rollers (featuring Amazing Many Styles Kid Jazz) – 4:36
11. Grand Larceny – 3:51
12. Soul on Ice – 4:42
13. Outro – 0:39

Durata totale: 48:01

## Classifiche

### Classifiche settimanali
| Classifica (1988)         | Posizione massima |
| ------------------------- | ----------------- |
| Stati Uniti               | 35                |
| US Top R&B/Hip-Hop Albums | 6                 |